# Пунта-Расса (Флорида)
Пунта-Расса (англ. Punta Rassa) — переписна місцевість (CDP) в США, в окрузі Лі штату Флорида. Населення — 1620 осіб (2020).

## Географія
Пунта-Расса розташована за координатами 26°29′59″ пн. ш. 82°0′8″ зх. д. / 26.49972° пн. ш. 82.00222° зх. д. (26.499755, -82.002107).  За даними Бюро перепису населення США в 2010 році переписна місцевість мала площу 11,58 км², з яких 6,20 км² — суходіл та 5,38 км² — водойми.

## Демографія
Згідно з переписом 2010 року, у переписній місцевості мешкало 1750 осіб у 1031 домогосподарстві у складі 461 родини. Густота населення становила 151 особа/км².  Було 1436 помешкань (124/км²).
Расовий склад населення:
| - 99,0 % — білих - 0,9 % — чорних або афроамериканців - 0,2 % — азіатів |

До двох чи більше рас належало 0,0 %. Частка іспаномовних становила 0,5 % від усіх жителів.
За віковим діапазоном населення розподілялося таким чином: 1,5 % — особи молодші 18 років, 12,3 % — особи у віці 18—64 років, 86,2 % — особи у віці 65 років та старші. Медіана віку мешканця становила 80,6 року. На 100 осіб жіночої статі у переписній місцевості припадало 61,9 чоловіків;  на 100 жінок у віці від 18 років та старших — 62,2 чоловіків також старших 18 років.
Середній дохід на одне домашнє господарство  становив 93 697 доларів США (медіана — 51 402), а середній дохід на одну сім'ю — 145 141 долар (медіана — 87 250). За межею бідності перебувало 4,1 % осіб, у тому числі 0,0 % дітей у віці до 18 років та 4,8 % осіб у віці 65 років та старших.
Цивільне працевлаштоване населення становило 177 осіб. Основні галузі зайнятості: освіта, охорона здоров'я та соціальна допомога — 40,7 %, фінанси, страхування та нерухомість — 17,5 %, будівництво — 16,9 %.